# Эффект алфавита
В качестве эффекта алфавита подразумевают ряд гипотез теории коммуникаций, согласно которым фонетическое письмо, и в частности, письмо, включающее применение алфавита, способствовало развитию таких когнитивных способностей как абстрактное мышление, анализ, кодирование и декодирование, а также классификация.
Сторонники данных гипотез связаны с Торонтской школой коммуникации (Toronto School of Communication), отдельно можно выделить таких ученых как Маршалл Маклюэн, Гарольд Иннис, Уолтер Онг, а также Роберт К. Логан.
Впервые термин «эффект алфавита» был представлен в работе Логана 1986 года.

## Теория «эффекта алфавита»
Теория утверждает, что для успешного применения навыков письма требуется более высокий уровень развития способностей к абстрактному мышлению. Это связано с потребностью в минимизации количества символов в алфавитных системах письма для их упрощения; Навыки абстрактного мышления, а также аналитические навыки, необходимые для интерпретации фонематических символов, в свою очередь, способствовали когнитивному развитию тех, кто использовал подобные способы письма.
Сторонники этой теории «эффекта алфавита» считают, что развитие фонетического письма и алфавита в частности (в отличие от других типов систем письменности) оказало значительное влияние на развитие западного типа мышления и цивилизационного развития именно потому, что оно ввело новый уровень абстракции, анализа, кодирования, декодирования и классификации, используемых в повседневной деятельности многими людьми.
Маклюэн и Логан, хотя и не указывают на прямой характер связи, тем не менее предполагают, что в результате развития этих навыков использование алфавита создало среду, благоприятную для развития кодифицированного права, монотеизма, абстрактной науки, дедуктивной логики, объективной истории и индивидуализма. Согласно Логану, «все эти нововведения, включая алфавит, возникли в очень узкой географической зоне между системой рек Тигр-Евфрат и Эгейским морем и в очень узком временном интервале между 2000 и 500 годами до н. э.». Появление кодифицированного права в шумерской цивилизации, примером которого служит хаммурапский кодекс, фактически совпало с реформой аккадской силлабической системы, и на него непосредственно не повлиял алфавит как таковой, а скорее фонетическая система письма, состоящая всего из шестидесяти знаков. Следует также отметить, что в Китае существовала прочная научная традиция, но наука в том виде, в каком она практиковалась в Древнем Китае, была не абстрактной, а конкретной и практической.
На самом деле толчком к определению эффекта алфавита было объяснение того, почему абстрактная наука началась на Западе, а не в Китае, несмотря на длинный список изобретений и технологий, которые впервые появились именно в Китае, как это было задокументировано Джозефом Нидхэмом в его книге «The Grand Titration». Эффект алфавита дает альтернативное объяснение «вопросу Нидхэма», а именно, почему Китай был опережен Западом в науке и технике, несмотря на его более ранние успехи.
Также отмечается, что влияние применения алфавита в письме состояло в том, что оно привело к изобретению нуля, системы счисления мест, отрицательных чисел и алгебры индуистскими и буддийскими математиками в Индии примерно 2000 лет назад. Эти идеи были подхвачены арабскими математиками и учеными и в конечном итоге попали в Европу 1400 лет спустя.
С точки зрения влияния данного эффекта на значительный группы людей стоит отметить, что до появления и распространения письма существовала «монополия» жрецов на знание. Это было связано с тем, что грамотность считалась очень редкой и во многом избыточной для большинства населения с точки зрения возможностей прикладного применения. Введение и распространения алфавита существенно ограничило власть жрецов, и религиозные тексты оказались открыты обществу.
Социальным эффектом введения алфавита стало создание социальных различий внутри общества. Ученый Эндрю Робинсон поддерживает эту точку зрения, утверждая, что те, кто оставался полностью неграмотными в обществе, рассматривались как неполноценные и «отсталые». Следовательно, развитие алфавита позволило произвести классовую дифференциацию общества с точки зрения грамотности между верхним классом и неграмотным низшим классом.
Развитие алфавита и, следовательно, письменности также повлияло на воздействие эмоций. Эту точку зрения разделяет и Маршалл Маклюэн, который считает, что переводить красивую картину в слова означало бы лишать ее правильной артикуляции ее лучших качеств.
Дополнительно эффект алфавита с точки зрения развития системы коммуникации в общества определил возможность сохранения информации после смерти человека, который являлся носителем знаний. Данную точку зрения с точки зрения влияния алфавита на развитие общества разделяет и Эндрю Робинсон. Робинсон считает, что потребность в «бессмертии» всегда была чрезвычайно важна для многих культур. В результате развитие алфавита и распространения письменности появилась возможность создания «бессмертных» письменных произведений.

## Критика теории «эффекта алфавита»
Ученый Пол Гроссвайлер отмечает, что многие ученые указывали, что теория основана на определенном эллиноцентрическом учении о науке, которое игнорирует гегемонию различных культур на науку независимо от системы письма.